# Jojo Moyes
Jojo Moyes (Londres, Inglaterra, 4 de agosto de 1969) es una periodista y novelista romántica británica. Es una de las pocas autoras que ha ganado dos veces el Premio de Novela Romántica del Año (Romantic Novel of the Year Award) por la Romantic Novelists' Association. Sus novelas han sido traducidas a treinta y tres idiomas.

## Biografía
Estudió en la Royal Holloway y en la Bedford New College, de la Universidad de Londres.
En 1992 ganó una beca financiada por el diario The Independent para asistir al curso de periodismo de postgrado en City University, Londres. Posteriormente trabajó para el diario The Independent durante los siguientes 10 años (a excepción de un año, cuando trabajó en Hong Kong para el Sunday Morning Post) en diversas funciones, convirtiéndose en asistente editor de noticias en 1998. En 2002 se convirtió en corresponsal de Artes y Medios de Comunicación del periódico.

### Carrera como escritora
Se convirtió en un novelista a tiempo completo en 2002, cuando se publicó su primer libro: Sheltering Rain. Continuó escribiendo artículos para The Daily Telegraph.
Es una de las pocas autoras que ha ganado el premio Romantic Novelists' Association's Romantic Novel of the Year Award dos veces. Lo ganó por primera vez en 2004 por Foreign Fruit  y en 2011 por The Last Letter From Your Lover.
Vive en una granja en Saffron Walden, Essex, con su marido, el periodista Charles Arthur, y sus tres hijos. Moyes está representada por Sheila Crowley en Curtis Brown.

## Obras

### Novelas
- Sheltering Rain, AKA Return to Ireland (2002) ISBN 0060012897. Regreso a Irlanda (2017, Penguin Random House Grupo Editorial, S. A. U. Travessera de Gràcia, 47-49. 08021 Barcelona. 2003, Luis Murillo Fort, por la traducción)
- Foreign Fruit, AKA Windfallen (2003) ISBN 0340834145. La casa de las olas (Moyes, J., Alemany, S., & Debolsillo (Firm). (2017). La casa de las olas. Barcelona: Debolsillo)
- The Peacock Emporium (2004) ISBN 0340752041. El bazar de los sueños (Moyes, J., & Alemany, S. (2017). El bazar de los sueños. Barcelona. DeBols!llo. © 2005)

- The Ship of Brides (2005) ISBN 0340830107. El Viaje de las novias (Moyes, J., & Alemany, S. (2006). El Viaje de las novias. Barcelona: Plaza Janés)
- Silver Bay (2007) ISBN 0340895934
- Night Music (2008) ISBN 0340895950. Música nocturna (Moyes, J., & Alemany, S. (2010). Música nocturna. Barcelona: Debolsillo)
- The Last Letter from Your Lover (2008) ISBN 0670022802. La última carta de amor ( Moyes, J., & Torre, J. . (2019). La última carta de amor. S.l.: s.n.)
- The Horse Dancer (2009) ISBN 0340961600
- Serie Me Before You (Yo antes de ti):
  1. Me Before You (2012) ISBN 0670026603. Yo antes de ti (Moyes, J. ., & Sáez, E. M. (2017). Yo antes de ti. Barcelona: Debolsillo)
  2. After You (2015) ISBN 0698411412. Después de ti (Moyes, J., López, G. M. M., & Momplet, C. A. (2018). Después de ti. Barcelona: Suma de Letras)
  3. Still Me (2018) ISBN 0399562451. Sigo siendo yo (Moyes, J., Carballeira, E., & Chaparro, S. (2019). Sigo siendo yo. Barcelona: Destino)
- Serie The Girl You Left Behind (La chica que dejaste atrás):
  1. Honeymoon in Paris (2012), novela corta
  2. The Girl You Left Behind (2012) ISBN 0670026611. La chica que dejaste atrás (Moyes, J., & Momplet, A. (2018). La chica que dejaste atrás. Barcelona: Debolsillo)
- One Plus One (2014) ISBN 1405909056. Uno más uno (Moyes, J., & Grande, M. (2017). Uno más uno. Barcelona: Debolsillo)
- The Giver of Stars (2019) ISBN 0718183231. Te regalaré las estrellas (Moyes, J., Carballeira, E., & Torre, J. (2019). Te regalaré las estrellas. Barcelona: Suma de Letras)

### Cuentos
Colecciones:
- Paris for One and Other Stories (2016), colección de 10 cuentos y 1 novela corta: ISBN 0735221073. París para uno y otras historias (Moyes, J., & Momplet, C. A. (2017). París para uno y otras historias. Barcelona: Suma de Letras)
"Paris for One", "Between the Tweets", "Love in the Afternoon", "A Bird in the Hand", "Crocodile Shoes", "Holdups", "Honeymoon in Paris" (novela corta), "Last Year's Coat", "Thirteen Days with John C", "Margot", "The Christmas List"

## Adaptaciones
- Me Before You (2016), película dirigida por Thea Sharrock, basada en la novela Yo antes de ti

- The Last Letter from Your Lover (2021), película dirigida por Agustine Frizzell, basada en la novela La última carta de amor